# Divize E 2005/2006
V soubojích 15. ročníku Moravskoslezské divize E 2005/06 (jedna ze skupin 4. fotbalové ligy) se utkalo 16 týmů dvoukolovým systémem podzim–jaro. Tento ročník odstartoval v sobotu 13. srpna 2005 úvodními čtyřmi zápasy 1. kola a skončil v neděli 11. června 2006 zbývajícím zápasem 29. kola a celého ročníku (Zábřeh – Velké Losiny 7:1, kompletní 30. kolo bylo předehráno již ve středu 24. května 2006).

## Nové týmy v sezoně 2005/06
- Z MSFL 2004/05 nesestoupilo do Divize E žádné mužstvo.
- Z Divize D 2004/05 přešlo mužstvo FK Autodemont Horka nad Moravou.
- Z Přeboru Moravskoslezského kraje 2004/05 postoupilo vítězné mužstvo Fotbal Fulnek a SK Beskyd Frenštát pod Radhoštěm (2. místo).[2]
- Z Přeboru Olomouckého kraje 2004/05 postoupilo vítězné mužstvo TJ Sokol Konice.[3]

## Konečná tabulka
Zdroj: 
| Poř. | Tým                                  | Z  | V  | R | P  | VG | OG | B  |
| ---- | ------------------------------------ | -- | -- | - | -- | -- | -- | -- |
| 1.   | Fotbal Fulnek (N)                    | 30 | 23 | 6 | 1  | 77 | 23 | 75 |
| 2.   | Fotbal Frýdek-Místek                 | 30 | 21 | 5 | 4  | 80 | 26 | 68 |
| 3.   | MFK Karviná                          | 30 | 15 | 7 | 8  | 56 | 32 | 52 |
| 4.   | TJ Sokol Konice (N)                  | 30 | 16 | 4 | 10 | 48 | 32 | 52 |
| 5.   | FC IRP Český Těšín                   | 30 | 13 | 9 | 8  | 46 | 43 | 48 |
| 6.   | SK Sulko Zábřeh                      | 30 | 13 | 7 | 10 | 61 | 43 | 46 |
| 7.   | FK Avízo Město Albrechtice           | 30 | 12 | 7 | 11 | 38 | 40 | 43 |
| 8.   | FC Velké Karlovice + Karolinka       | 30 | 12 | 7 | 11 | 46 | 49 | 43 |
| 9.   | SK Beskyd Frenštát pod Radhoštěm (N) | 30 | 12 | 7 | 11 | 40 | 43 | 43 |
| 10.  | FK Slavia Orlová-Lutyně              | 30 | 12 | 6 | 12 | 39 | 30 | 42 |
| 11.  | SK Kravaře                           | 30 | 10 | 9 | 11 | 32 | 34 | 39 |
| 12.  | SK Dětmarovice                       | 30 | 9  | 8 | 13 | 35 | 45 | 35 |
| 13.  | FK Baník Albrechtice                 | 30 | 9  | 6 | 15 | 31 | 45 | 33 |
| 14.  | SK Královské Nové Sady               | 30 | 8  | 1 | 21 | 34 | 75 | 25 |
| 15.  | FK Autodemont Horka nad Moravou      | 30 | 4  | 4 | 22 | 24 | 70 | 16 |
| 16.  | TJ Sokol Lázně Velké Losiny          | 30 | 2  | 5 | 23 | 27 | 84 | 11 |

Poznámky:
- Z = Odehrané zápasy; V = Vítězství; R = Remízy; P = Prohry; VG = Vstřelené góly; OG = Obdržené góly; B = Body; (S) = Mužstvo sestoupivší z vyšší soutěže; (N) = Mužstvo postoupivší z nižší soutěže (nováček)
- O pořadí na 3. a 4. místě rozhodla bilance vzájemných zápasů: Karviná - Konice 1:0, Konice - Karviná 0:2.[1]
- O pořadí na 7. až 9. místě rozhodla minitabulka vzájemných zápasů.[1]

|  | Postup MSFL 2006/07                                       |
|  | Přechod do Divize D 2006/07                               |
|  | Sestup do Přeboru Olomouckého kraje 2006/07               |
|  | Přihláška do I. B třídy Olomouckého kraje – sk. B 2006/07 |